# Турач вохристоголовий
Тура́ч вохристоголовий (Campocolinus coqui) — вид куроподібних птахів родини фазанових (Phasianidae). Мешкає в Африці на південь від Сахари.

## Опис

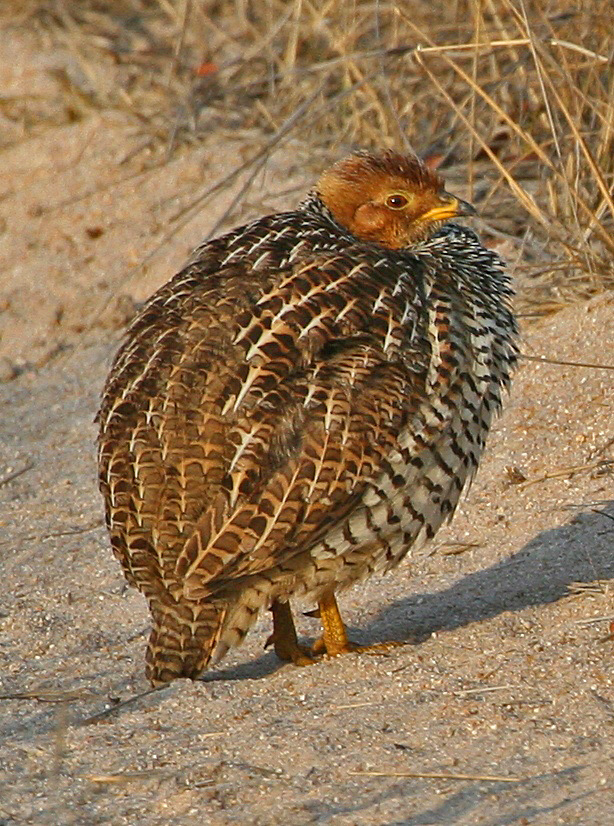
Самець підвиду C. c. coqui (схід Ботсвани)

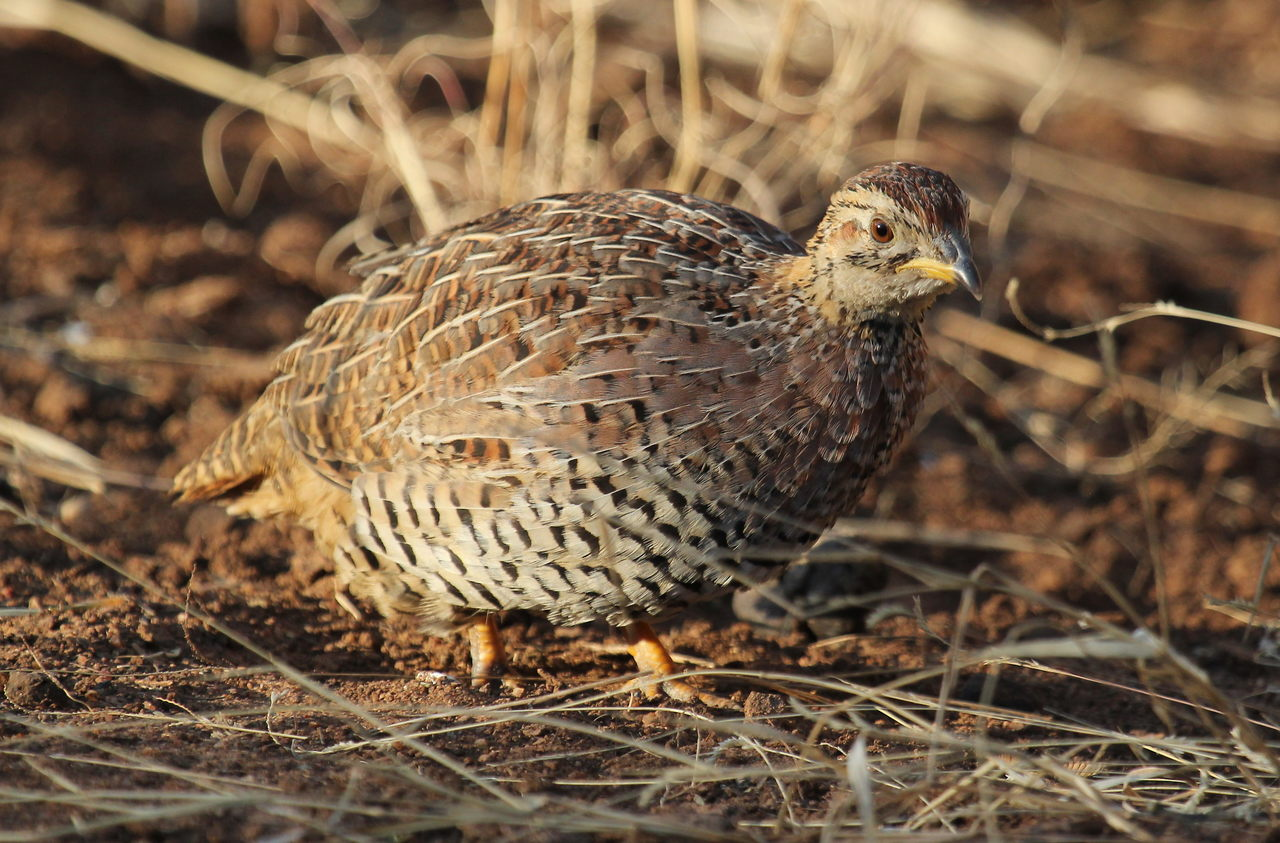
Самиця підвиду C. c. coqui (ПАР)

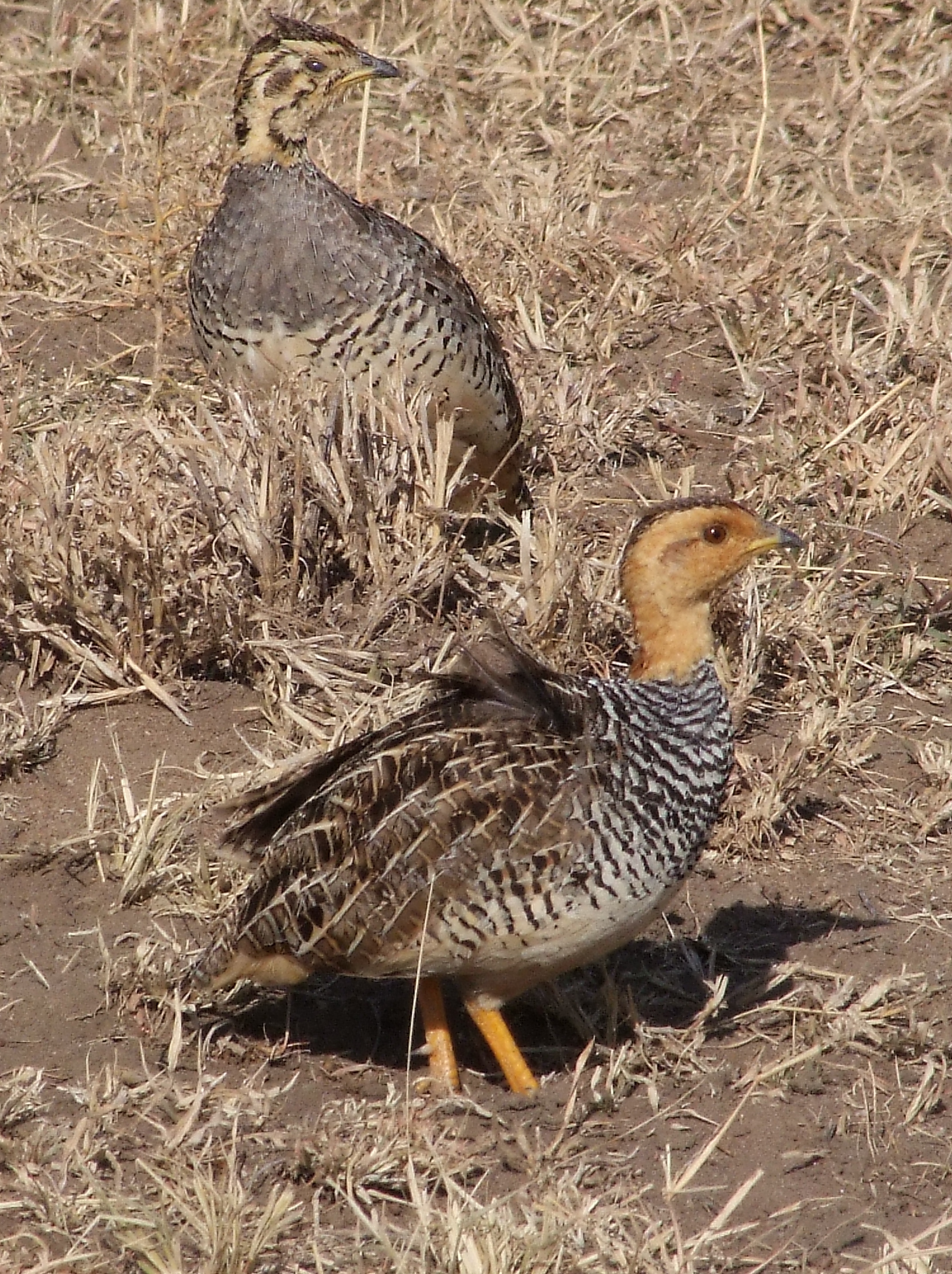
Пара птахів (підвид C. c. hubbardi)

Довжина птаха становить 20-25 см, самці важать 227-284 г, самиці 218-259 г. Виду притаманний статевий диморфізм. У самців лоб, тім'я і верхня частина обличчя рудувато-коричневі, решта голови і горло золотисті. Нижня частина шиї і груди поцятковані чорними і білими смужками. Верхня частина тіла пістрява, нижня частина тіла світло=охриста, поцяткована темними смугами. Хвіст іржасто-охристий. У самиць тім'я буре, обличчя світло-охристе. Від очей через скроні до шиї з боків ідуть пунктирні чорно-білі смуги, такі ж смуги ідуть від дзьоба вниз. Горло біле, груди і верхня частина тіла рудувато-коричневі, пера на них мають білі стрижні. Нижня частина тіла блідо=охриста, поцяткована чорними смужками. 

## Підвиди
Виділяють чотири підвиди:
- C. c. spinetorum (Bates, GL, 1928) — локально в Сахелі від Мавританії і Малі до північної Нігерії;
- C. c. maharao (Sclater, WL, 1927) — від південної Ефіопії до центральної і східної Кенії;
- C. c. hubbardi (Ogilvie-Grant, 1895) — західна і південна Кенія і північна Танзанія;
- C. c. coqui (Smith, A, 1836) — від Габону і ДР Конго до південної Кенії і Уганди і на південь до ПАР.

## Поширення і екологія
Вохристоголові турачі мешкають в Мавританії, Малі, Буркіна-Фасо, Нігерії, Нігері, Габоні, Республіці Конго, Демократичній Республіці Конго, Ефіопії, Кенії, Танзанії, Уганді, Руанді, Бурунді, Анголі, Намібії, Замбії, Зімбабве, Малаві, Мозамбіку, Ботсвані, Південно-Африканській Республіці і Есватіні. Вони живуть на луках, в саванах і міомбо, в сухих тропічних лісах і рідколіссях, на висоті до 2200 м над рівнем моря. Живляться насінням і комахами. Початок сезону розмноження різниться в залежності від регіону, в Ефіопії він триває у травні-червні, в Нігерії з липня, в ДР Конго з кінця серпня до березня, у Південній Африці з жовтня по квітень. Гніздяться на землі, в кладці від 4 до 5 яєць. Пташенята і батьківські пари об'єднуються в невеликі зграйки. У представників підвиду C. c. coqui яйця має найбільшу відносну масу шкаралупи серед усіх нині живих птахів — 29,1% від ваги яйця.